# نیل برنان
نیل برنان (انگلیسی: Neal Brennan؛ زادهٔ ۱۹ اکتبر ۱۹۷۳) فیلم‌نامه‌نویس، کارگردان فیلم، پادکست‌ساز، کارگردان تلویزیونی و تهیه‌کننده تلویزیونی اهل ایالات متحده آمریکا است.
از فیلم‌ها یا مجموعه‌های تلویزیونی که وی در آن‌ها نقش داشته است، می‌توان به  کاپون، بیارش گریک، گودز: زندگی سخت، فروش دشوار، برنامهٔ روزانه با ترور نوآ، خودمانی با ایمی شومر، اتک آو د شو!، مغز زنانه و تمام این‌ها اشاره نمود.